# Флегетон
Флегетон (грч. Φλεγέθων) или Пирифлегетон (грч. Πυριφλεγέθων) је река је ватре у Хаду.

## Митологија
Веровало се да је Флегетон река у подземном свету Хада у сталном пламену, али се није знало одакле долази толика ватра. Поред тога веровало се да је Флегетон река крви, и то кључале крви.
Најпре се веровало да се Флегетон заједно са Кокитусом улива у Ахерон, а касније да Флегетон извире насупрот Кокитусу и да се ове две реке састају код ахерусијског језера.